# Doris Kearns Goodwin

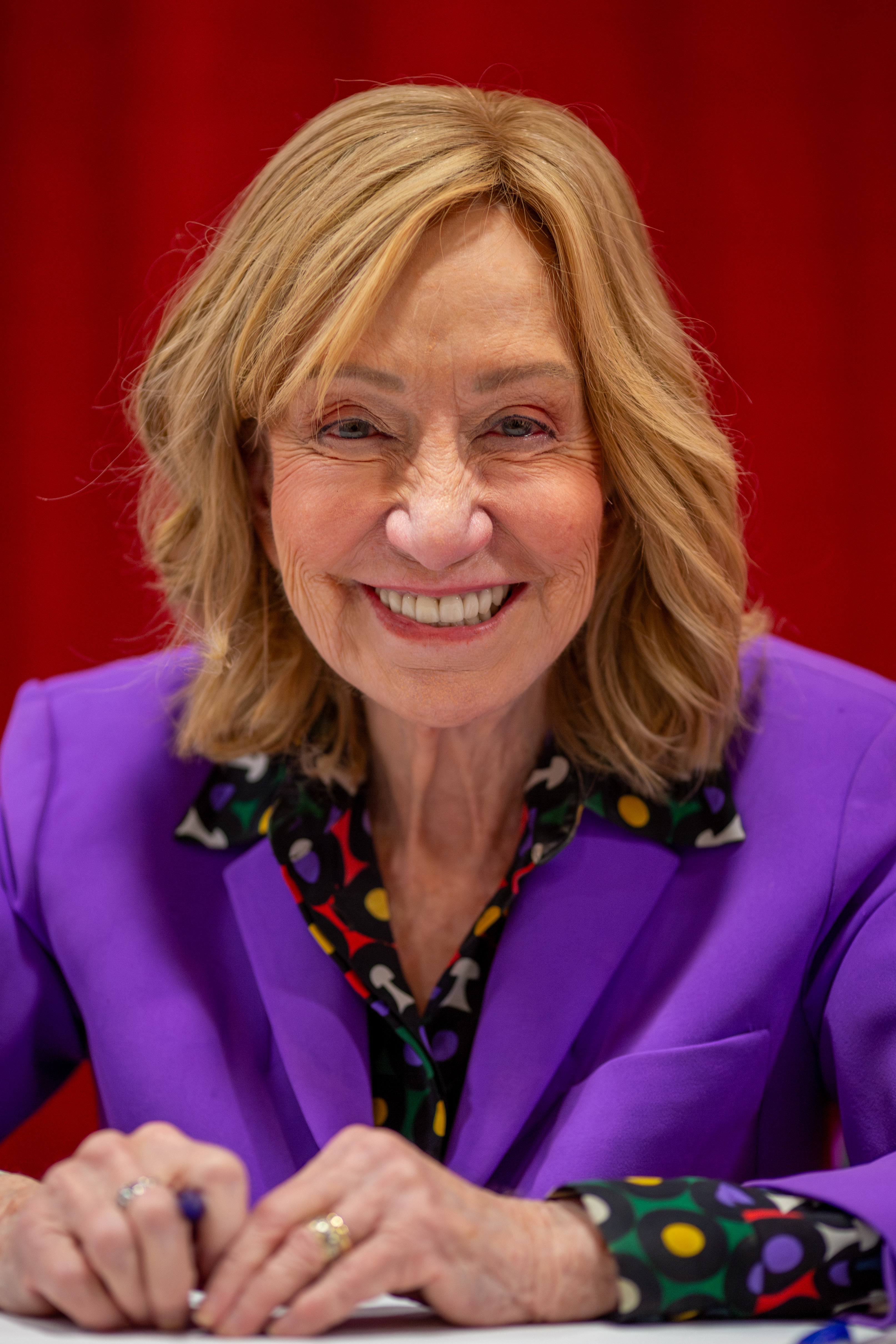
Doris Kearns Goodwin (2024)

Doris Helen Kearns Goodwin (* 4. Januar 1943 in Brooklyn, New York City) ist eine US-amerikanische Historikerin.

## Leben
Doris Kearns Goodwin ist die Tochter von Helen Witt, geborene Miller, und Michael Francis Aloysius Kearns. Väterlicherseits ist sie irischer Abstammung. Sie wuchs in Rockville Centre, New York auf. 1964 schloss sie ihr Studium am Colby College mit einem Bachelor ab. 1968 promovierte sie an der Harvard University. Als White House Fellow arbeitete sie ab 1967 im Weißen Haus und wurde später bis 1969 Assistentin des US-Präsidenten Lyndon B. Johnson. Anschließend unterrichtete sie in Harvard und arbeitete gemeinsam mit Johnson an dessen Biografie. Das Buch erschien 1977 als Lyndon Johnson and the American Dream und wurde ein Bestseller.
Für ihr 1995 erschienenes Buch No Ordinary Time: Franklin and Eleanor Roosevelt: The American Homefront During World War II wurde sie mit einem Pulitzer-Preis für Geschichte und einem Charles Frankel Prize ausgezeichnet. Eines ihrer bekanntesten und erfolgreichsten Bücher veröffentlichte sie 2005 mit Team of Rivals: The Political Genius of Abraham Lincoln. Sie wurde nicht nur mit einem American History Book Prize und Lincoln Prize ausgezeichnet. Das Buch wurde auch von Steven Spielberg verfilmt und 2012 unter dem Titel Lincoln veröffentlicht.
Goodwin war seit 1975 mit Richard N. Goodwin, einem politischen Berater und Redenschreiber von John F. Kennedy, dessen Bruder Robert F. Kennedy und Vizepräsidenten Lyndon B. Johnson, verheiratet. Das Paar hat drei gemeinsame Kinder. Ihr Mann starb 2018 im Alter von 86 Jahren.

## Werk
- Lyndon Johnson and the American Dream (1977)
- The Fitzgeralds and the Kennedys: An American Saga (1987)
- No Ordinary Time: Franklin and Eleanor Roosevelt: The American Homefront During World War II (1995)
- Wait Till Next Year: A Memoir (1997)
- Every Four Years: Presidential Campaign Coverage (2000)
- Team of Rivals: The Political Genius of Abraham Lincoln, 2005, ISBN 978-0-684-82490-1.
- The Bully Pulpit: Theodore Roosevelt, William Howard Taft, and the Golden Age of Journalism (2013)
- Leadership in Turbulent Times (2018)

## Auszeichnung
- 1998: Mitglied der American Academy of Arts and Sciences
- 2014: Andrew Carnegie Medal for Excellence in Fiction and Nonfiction für The Bully Pulpit: Theodore Roosevelt, William Howard Taft, and the Golden Age of Journalism